# Cornelis van Dalen II
Cornelis van Dalen II ou Cornelis van Dalen le Jeune (Amsterdam, 1638 — Amsterdam, 1664) est un graveur, peintre, dessinateur et éditeur du Siècle d'or néerlandais.
Selon l'Encyclopædia Britannica, cet « artiste de grande envergure » a gravé certains des portraits les plus puissants de son époque.

## Biographie
Cornelis van Dalen II naît à Amsterdam en décembre 1638 (il est baptisé le 28). Il est le fils de Catarina Jans Boekels et de Cornelis van Dalen I, auprès de qui il apprend les rudiments de l'art,. Il étudie ensuite auprès de Cornelis Visscher, qui avait lui-même enseigné à son père,.
Dalen est actif à Amsterdam de 1655 à 1659. Il se consacre principalement à l'exécution de portraits, en utilisant des couleurs à l'huile. Il réalise des gravures d'après des œuvres de Pierre Paul Rubens, Govert Flinck et Pieter Nason et collabore également avec Cornelis Visscher, Abraham Bloemaert et son père sur plusieurs séries de portraits.

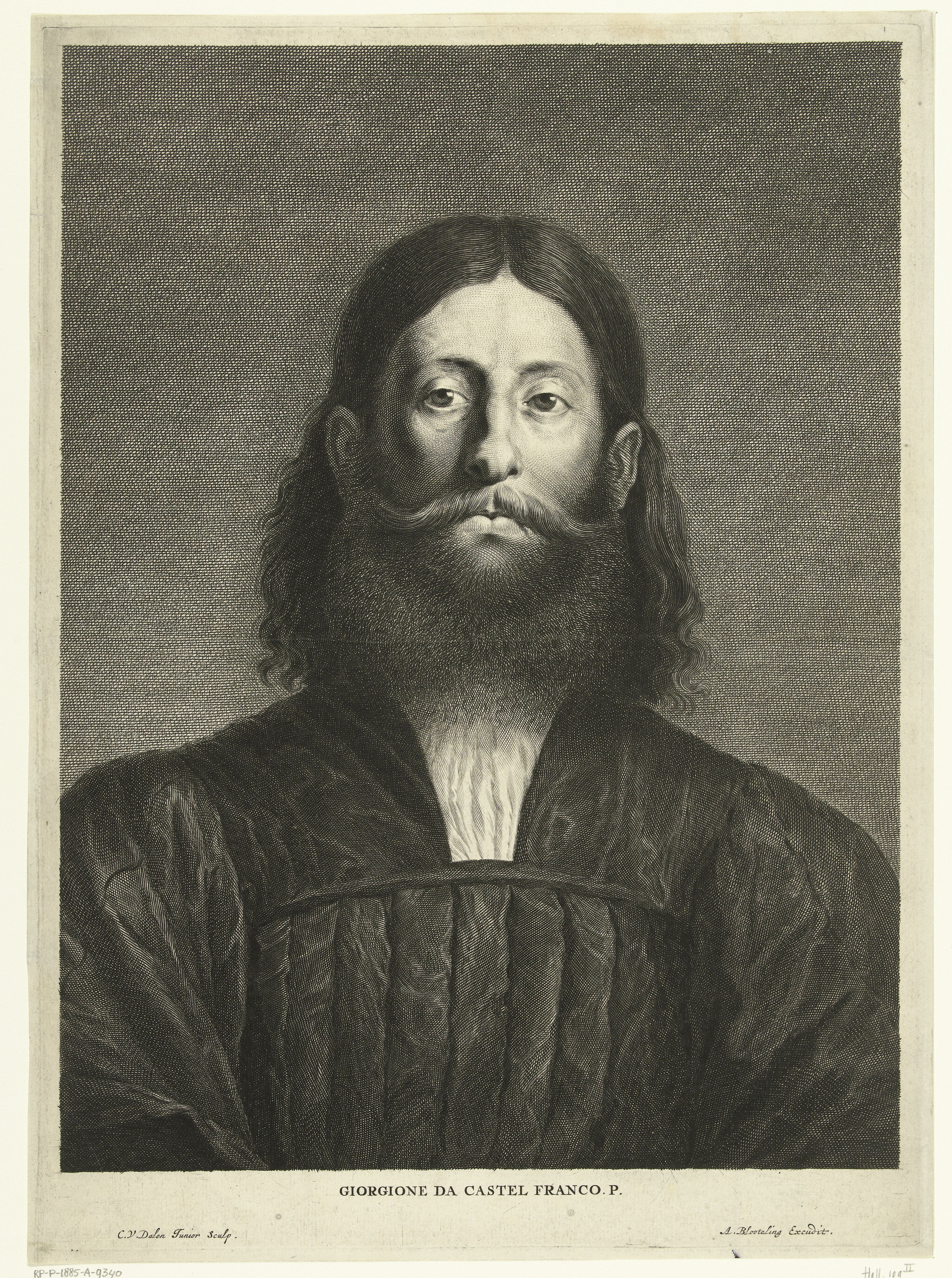
Portrait du peintre Giorgione (1648 - 1664, Rijksmuseum Amsterdam).

Selon l'Encyclopædia Britannica, cet « artiste de grande envergure » a gravé certains des portraits les plus puissants de son époque. Parmi ses œuvres, on trouve des gravures de reproduction de tableaux d'auteurs vénitiens (portraits de Giorgione, Sebastiano del Piombo, Pierre l'Arétin et Boccace). Certains de ses portraits de la royauté anglaise, comme Henri Stuart, 1er duc de Gloucester et Jacques II, suggèrent que l'artiste a travaillé en Angleterre après la Restauration, mais aucun document ne le confirme. Le plus grand panneau qu'il a peint est le portrait de Jean-Maurice de Nassau-Siegen, connu sous le nom de L'Americano. Parmi les portraits féminins qu'il a exécutés figure celui d'Anne-Marie de Schurman, une gravure tirée d'une peinture monochrome de Cornelis Janssens van Ceulen.
Cornelis van Dalen II signe habituellement ses œuvres avec le monogramme « C.v.D. ». Son style est néanmoins si proche de celui de son père qu'il est difficile d'attribuer les œuvres à l'un ou l'autre artiste,.
Cornelis van Dalen II meurt avant le 9 octobre 1664.